# Prva hrvatska košarkaška liga 2003-2004
La Prva hrvatska košarkaška liga 2003-2004 è stata la 13ª edizione del massimo campionato croato di pallacanestro maschile. La vittoria finale è stata appannaggio del Cibona Zagabria.

## Risultati

### Stagione regolare

#### Prima fase
|     | Squadra          | G  | V  | P  | PF   | PS   | Pt. | Qualificazione      |
| --- | ---------------- | -- | -- | -- | ---- | ---- | --- | ------------------- |
| 1.  | Hermes Analitica | 18 | 14 | 4  | 1477 | 1384 | 32  | alla seconda fase   |
| 2.  | Brod             | 18 | 12 | 6  | 1484 | 1389 | 30  | alla seconda fase   |
| 3.  | Šibenik          | 18 | 12 | 6  | 1423 | 1334 | 30  | alla seconda fase   |
| 4.  | Kvarner Rijeka   | 18 | 12 | 6  | 1478 | 1409 | 30  | alla seconda fase   |
| 5.  | Hiron Botinec    | 18 | 10 | 8  | 1444 | 1418 | 28  | poule retrocessione |
| 6.  | Alkar            | 18 | 9  | 9  | 1376 | 1373 | 27  | poule retrocessione |
| 7.  | Zagorje Varaždin | 18 | 9  | 9  | 1400 | 1398 | 27  | poule retrocessione |
| 8.  | Dubrava          | 18 | 8  | 10 | 1449 | 1447 | 26  | poule retrocessione |
| 9.  | Zrinjevac        | 18 | 3  | 15 | 1273 | 1395 | 20  | poule retrocessione |
| 10. | Istra Pola       | 18 | 1  | 17 | 711  | 968  | 18  |                     |

#### Seconda fase
|    | Squadra          | G  | V  | P  | PF   | PS   | Pt. | Qualificazione |
| -- | ---------------- | -- | -- | -- | ---- | ---- | --- | -------------- |
| 1. | Cibona Zagabria  | 14 | 13 | 1  | 1298 | 1060 | 27  | playoff        |
| 2. | Zara             | 14 | 12 | 2  | 1247 | 1053 | 26  | playoff        |
| 3. | KK Zagabria      | 14 | 7  | 7  | 1163 | 1220 | 21  | playoff        |
| 4. | Šibenik          | 14 | 7  | 7  | 1136 | 1168 | 21  | playoff        |
| 5. | Hermes Analitica | 14 | 7  | 7  | 1127 | 1175 | 21  |                |
| 6. | Spalato          | 14 | 6  | 8  | 1055 | 1055 | 20  |                |
| 7. | Kvarner Rijeka   | 14 | 2  | 12 | 1161 | 1295 | 16  |                |
| 2. | Brod             | 14 | 2  | 12 | 1044 | 1205 | 16  |                |

#### Poule retrocessione
|     | Squadra          | G  | V  | P  | PF   | PS   | Pt. | Qualificazione |
| --- | ---------------- | -- | -- | -- | ---- | ---- | --- | -------------- |
| 9.  | Hiron Botinec    | 16 | 12 | 4  | 1414 | 1301 | 36  |                |
| 10. | Zagorje Varaždin | 16 | 9  | 7  | 1302 | 1318 | 25  |                |
| 11. | Alkar            | 16 | 7  | 9  | 1353 | 1370 | 23  |                |
| 12. | Dubrava          | 16 | 7  | 9  | 1368 | 1416 | 23  |                |
| 13. | Zrinjevac        | 16 | 5  | 11 | 1304 | 1336 | 20  |                |

### Playoff
|  | Semifinali | Semifinali      | Semifinali |      |    | Finale          | Finale | Finale |  |
|  |            |                 |            |      |    |                 |        |        |  |
|  | 1.         | Cibona Zagabria | 2          |      |    |                 |        |        |  |
|  | 1.         | Cibona Zagabria | 2          |      |    |                 |        |        |  |
|  | 4.         | Šibenik         | 0          |      |    |                 |        |        |  |
|  | 4.         | Šibenik         | 0          |      | 1. | Cibona Zagabria | 3      |        |  |
|  |            |                 |            |      | 1. | Cibona Zagabria | 3      |        |  |
|  |            |                 | 2.         | Zara | 1  |                 |        |        |  |
|  | 2.         | Zara            | 2.         | Zara | 1  | 2               |        |        |  |
|  | 2.         | Zara            |            |      |    |                 |        |        |  |
|  | 3.         | KK Zagabria     | 1          |      |    |                 |        |        |  |

| Prva hrvatska košarkaška liga 2003-2004 |
| --------------------------------------- |
| Cibona Zagabria 12º titolo              |

## Formazione vincitrice
| N° | Naz.               | Ruolo | Sportivo         |  | Alt. |  |
| -- | ------------------ | ----- | ---------------- |  | ---- |  |
|    | Croazia (bandiera) | G     | Davor Kus        |  | 191  |  |
|    | Croazia (bandiera) | GA    | Slaven Rimac     |  | 193  |  |
|    | Croazia (bandiera) | All.  | Dražen Anzulović |  |      |  |